# 部分集合
部分集合（ぶぶんしゅうごう、英: subset）とは数学における概念の一つ。
集合Aが集合Bの部分集合であるとは、AがBの一部の要素だけからなることである。AがBの一部分であるという意味で部分集合という。二つの集合の一方が他方の部分集合であるとき、この二つの集合の間に包含関係（ほうがんかんけい、英語: inclusion relation）があるという。

## 定義
集合 A の要素はすべて集合 B の要素でもあるとき、すなわち、
{\displaystyle \forall x(x\in A\rightarrow x\in B)}
が成り立つとき、A は B の部分集合であるといい、
{\displaystyle A\subseteq B}
で表す。A が B の部分集合であることを、「A は B に（部分集合として）含まれる（包含される、英: contained）」、「A は B に包まれる（包摂あるいは内包される、英: included）」などということもある。またこのとき、B は A の上位集合（英: superset）であるということもある。B 以外の集合で B の部分集合であるようなものは、B の真部分集合（英: proper subset）あるいは狭義（強い意味で）の部分集合（英: strict subset）と呼ばれる。すなわち、集合 A が集合 B の真部分集合であるとは、A ⊆ B かつ A ≠ B が成り立つことである。A が B の真部分集合であることを
{\displaystyle A\subset B}
で表す。

## 記法に関する注意
| 部分集合 | 真部分集合       |
| -------- | ---------------- |
| A ⊆ B    | A ⊂ B            |
| A ⊆ B    | A ⊊ B            |
| A ⊆ B    | A ⊆ B かつ A ≠ B |
| A ⊂ B    | A ⊊ B            |
| A ⊂ B    | A ⊂ B かつ A ≠ B |

A が B の部分集合であることを A ⊆ B で表し、A が B の真部分集合であることを A ⊂ B で表した。大小関係の不等式において不等号を
x ≤ y かつ x ≠ y のとき x < y と書く
とする記法に合わせて、包含関係においても
A ⊆ B かつ A ≠ B のとき A ⊂ B と書く
とする記法は自然である。しかし、これとは異なる流儀もいくつか存在し、統一されていない。例えば、A が B の部分集合であることを A ⊂ B で表し、A が B の真部分集合であることを A ⊊ B で表すという流儀がある。他にも、部分集合には ⊆ を用い、真部分集合には ⊂ かつ ≠ を用いることもある。真部分集合であることを明示できる ⊊ という記号を用意する時もある。真部分集合であることに言及する箇所が少なく煩雑にならなければ、混乱をさけるために逐一
A ⊆ B かつ A ≠ B
A ⊂ B かつ A ≠ B
のように「かつ A ≠ B 」という条件を明記する場合もある。

## 基本的な性質
以下、S, T, U を集合とする。
- S = T と S ⊆ T かつ T ⊆ S は同値である（外延性の原理）。
- 空集合 ∅ はすべての集合の部分集合である。
- S ⊆ S 。
- S ⊆ T かつ T ⊆ U ならば S ⊆ U である。
- S ⊆ S ∪ T 。
- S ⊆ T ならば S ∪ U ⊆ T ∪ U  。
- S ⊆ U かつ T ⊆ U ならば S ∪ T ⊆ U  。
- S ∩ T ⊆ S 。
- S ⊆ T ならば S ∩ U ⊆ T ∩ U  。
- S ⊆ T かつ S ⊆ U ならば S ⊆ T ∩ U 。
- S - T ⊆ S 。
- S ⊆ T ならば S - U ⊆ T - U  。
- S ⊆ T かつ S ⊆ U C ならば S ⊆ T - U 。
- 以下は同値である：
  - S ⊆ T 。
  - S ∩ T = S 。
  - S ∪ T = T 。
  - S − T = ∅ 。
- S と T がともに U の部分集合のとき、S ⊆ T と U - T ⊆ V - S は同値である。